# Castillo de Espunyola
El castillo de Espunyola es un edificio de origen medieval de estilo románico situado en el término municipal de Espunyola, en el Bergadá.

## Arquitectura
Conserva dos torres y una capilla hoy en ruinas (dedicada a San Clemente), datadas del siglo XIII. Entre las torres se construyó en los siglos XVI-XVII un casal.

## Historia
El castillo de Espunyola es citado por primera vez en un documento del 950 en que la condesa Adelaida de Barcelona hace donación al monasterio de San Juan de las Abadesas. Ya en el siglo XII se encuentra en manos de una familia de apellido Espunyola.